# Burg Windeck (Heidesheim)
Die Burg Windeck befindet sich im Zentrum des Ortsteils Heidesheim am Rhein der Stadt Ingelheim am Rhein im rheinhessischen Landkreis Mainz-Bingen in Rheinland-Pfalz.
Die Burg Windeck ist eine kleine Burganlage aus dem 13. Jahrhundert im Stil einer Turmburg mit gotischen Wohngebäuden. Burg Windeck scheint ursprünglich eine Wasserburg mit Ringgraben (Wassergraben) und mindestens einer Ringmauer gewesen zu sein.
Die Burg ist nicht zu besichtigen, Renovierungsmaßnahmen sind zum größten Teil abgeschlossen.

## Die Herren von Winternheim und Herren von Winterau
Die Burg Windeck liegt im Norden der Gemeinde, südlich des Bahnhofs. Über Jahrhunderte stand sie am nördlichen Rand des Dorfes – daher ihr Name Wintereck oder Windeck. Die verbreitete Auffassung, dass die Burg im bzw. um das Jahr 1209 errichtet wurde, ist zu berichtigen. Herdegen I. von Winternheim dürfte den viereckigen Wehrturm in ihrer Mitte vor 1150 erbaut haben. Der Schiedsspruch aus dem Jahr 1209 dagegen erwähnt Gelände und Gebäude, die sein gleichnamiger Sohn Herdegen II. den Brüdern von Eberbach in Heidesheim weggenommen und auf denen er Mauer und Graben seines Hauses angelegt hat. Im Jahr 1209 ging es also um eine Erweiterung des Burgbezirks; die Burg selbst stand bereits.
Eine Notiz aus den Jahren 1211 bis 1234 überliefert einen weiteren Ausbau des Burgareals. Damals tauschten Herdegen – wahrscheinlich ein Sohn Herdegens II. und damit der dritte dieses Namens – und sein Bruder (?) Embricho von Kloster Eberbach den Teil eines Weingartens ein, auf dem sie den Graben ihrer Burg anlegten. Spätestens damals dürfte die Windeck in etwa so ausgesehen haben, wie Karl Bronner sie rekonstruiert hat: im Zentrum der viereckige Turm mit Einstieg und hölzernem Wehrgang in acht Metern Höhe, umgeben von einer inneren Mauer mit Graben und einer äußeren Mauer, an welcher der Sülzbach bzw. der Flutgraben vorbeifloss. Zwischen den Mauern standen Wohn- und Wirtschaftsgebäude. Der Kern dürfte nur der Zuflucht gedient haben; dafür sprechen die begrenzte Grundfläche des Turms und sein beschwerlicher Zugang.
Ob die Herren von Winternheim aus Groß-Winternheim oder aus Klein-Winternheim stammten, muss künftigen Untersuchungen vorbehalten bleiben. Im Jahr 1235 werden sie erstmals als Herren von Winterau genannt und damit bei dem Namen, den sie in der Folge führten. Pater Hermann Bär hat vorsichtig die seither zur Gewissheit erhobene Vermutung geäußert, dass der Besitz der Herren von Winterau vor der Mitte des 13. Jahrhunderts über eine Tochter des Hauses vorübergehend an die Herren von Leien fiel. Dabei nimmt er auf eine Urkunde Bezug, mit der die Brüder Philipp, Friedrich und Heinrich von Leien für sich und ihre Erben alle Rechte am Sandhof Kloster Eberbach abtraten, das seinerseits auf alle Abgaben verzichtete, die es von ihnen und ihrem Vater erhoben hatte.
Hermann Bär und denen, die ihm folgen, ist entgegenzuhalten: Zunächst steht dahin, ob in der fraglichen Urkunde wirklich milites in Leien zu lesen und nicht vielmehr ein Kürzungzeichen über dem i zu milites in Leheim aufzulösen ist – so jedenfalls ein späterer Vermerk auf dem Rücken der Urkunde. Sodann wird nicht ausgeführt, um welche Rechte es sich überhaupt handelte. Jedenfalls hatten die Herren von Winterau die Vogteirechte, die sie über neuneinhalb Hufen des Sandhofs innehatten, den Mönchen von Eberbach bereits im Jahr 1209 abgetreten. Vor allem aber wird Herdegen III. von Winterau als Zeuge in Urkunden genannt, die in den Jahren 1242 und 1255 ausgestellt wurden.
Die Herren von Winterau besaßen und bewohnten die Burg Windeck von deren Anfängen vor 1150 an bis zum Aussterben des Geschlechts in der zweiten Hälfte des 14. Jahrhunderts. Im Jahr 1326 belehnte Kloster Altmünster zu Mainz sie mit seiner Vogtei in Heidesheim. In einem Urteil vom 12. April 1372 werden Wilhelm von Scharpenstein als Vogt des Gerichts von Heidesheim und als Anrainer hern Wernher selgen von Wynthirauwe genannt. Das Geschlecht der Herren von Winterau war erloschen.

## Das 15. bis 20. Jahrhundert
An wen Burg Windeck nach dem Ableben der Herren von Winterau fiel, liegt im Dunkeln. Vielleicht gelangte sie an Kloster Altmünster, das sie dann im Jahr 1414 zusammen mit einem Drittel des Gerichts Heidesheim an den Mainzer Erzbischof Johann II. von Nassau weitergereicht hätte. Im Jahr 1481 wohnte der erzbischöfliche Amtmann von Heidesheim, Johann Langwert von Simmern, im Schloss. Sein Nachfolger Heinrich von Stockheim ließ sich nach 1577 mit der Schlossmühle einen eigenen Amtssitz errichten. Ob dessen Nachfolger in die Burg zurückkehrten, ist ungewiss. In jedem Falle verblieb die Windeck im Besitz der kurfürstlichen Hofkammer, die Burg, Hofgut und das zu ihnen gehörende Achtel der Heidesheimer Zehnten im Jahr 1629 als Erbbestand an Samuel Becker, Kellermeister der Martinsburg zu Mainz, verlieh.
In der zwischen 1667 und 1677 verfassten Beschreibung der Pfarrgemeinde Heidesheim in der Dioecesis Moguntina das Johann Sebastian Severus heißt es: „Am Dorfrand dem Rhein zu erblickt man ferner das Burghaus zum Wintereck, das im Jahr 1626 Samuel Beck, Oberkellermeister zu Mainz, mit Wald, Wiesen, Äckern und Getreideabgaben um 800 Gulden für sich und seine Familie erworben und heute mit einem ansprechenden Gebäude und Obstbäumen ausgestattet hat.“ Gegen Ende des Dreißigjährigen Krieges soll der berüchtigte Reitergeneral Johann von Werth vorübergehend in der Windeck gewohnt haben. Nach 1650 gelangte sie an die Freiherren von Bockenheim, die sie in der Folge rund 150 Jahre lang in Erbpacht besaß. Die Familie hatte Anspruch auf Gestühl und Begräbnis in der Pfarrkirche.
Als die Franzosen am 21. Oktober 1793 Kurmainz besetzten, wurde Burg Windeck als kirchlicher und adliger Besitz eingezogen. Die Familie von Bockenheim emigrierte nach Österreich. Einzig Katharina Elisabeth von Bockenheim blieb in Heidesheim, wo sie im Jahr 1844 im gesegneten Alter von 95 Jahren verstarb. Die Windeck wurde zwischen 1802 oder 1803 als Staatseigentum versteigert oder verkauft. Neuer Besitzer war ein Wackernheimer Bürger mit Namen Radicke. Seine Witwe reichte das Anwesen an die Mainzer Unternehmer Reinach und Popp weiter, die dort im zweiten Viertes des 19. Jahrhunderts eine Gerberei unterhielten. In den 1860er Jahren erwarb die Familie Krebs die Windeck. Otto Krebs betrieb in ihr ein Weingut mit Gastwirtschaft. Ab dem Weihnachtsfest Nach 1908 hielt die evangelische Gemeinde im Saal des ersten Stockwerks ihre Gottesdienste ab. Im Jahr 1984 war die Burg nach wie vor bewohnt.
Zur Zeit der Herren von Winterau umfasste die äußere Ringmauer der Burg ein weitläufiges Areal, von dem bis heute die Flurnamen Hinter den Ziunen bzw. Hinter den Zäunen und In der Zingel bzw. In der Ringmauer Zeugnis ablegen. Nach dem Dreißigjährigen Krieg begannen die Bürger Heidesheims damit, diese Mauer als Steinbruch zu nutzen und abzureißen. Die Karte des Andreas Trauttner aus dem Jahr 1754 zeigt die Windeck bereits in ihrer heutigen Gestalt: Der ursprünglich offene Raum zwischen Turm und innerer Ringmauer ist mit einem Satteldach gedeckt und so für ein herrschaftliches Wohngebäude genutzt, das sich im Norden, Osten und Südosten um den Turm legt. Im Südwesten und Westen ist die Ringmauer niedergelegt, wodurch der Turm an den westlichen Rand des Gebäudes rückt. Wahrscheinlich hat Samuel Beck ihm nach 1626 diese Gestalt gegeben. Das Spitzbogenportal und die großformatigen Kreuzstockfenster im neugotischen Stil stammen ebenso aus der Zeit nach 1860 wie die Raumaufteilung im Inneren. Die Nebengebäude, welche die Katasterpläne von 1812 und 1841 bis 1843 zeigen, sind verschwunden.
Als die Gemeinde Heidesheim die Burg Windeck im Jahr 1993 erwarb, war diese in ruinösem Zustand. Seither hat die Gemeinde große Anstrengungen unternommen, das Gebäude in einen ansehnlichen Zustand zu versetzen: Zunächst hat sie den aufwendigen Dachstuhl und das Dach, dann Eingangstüre und Fenster erneuert. Sie hat das Gebäude neu verputzen, mit einem Anstrich im Mainzer Rot des späten Mittelalters versehen und den Turm naturfarben schlämmen lassen. Schließlich hat sie im Turm eine Treppe eingebaut, die sicher aufs ehemalige Dachplateau mit seinem eindrucksvollen Ausblick führt. Bei ihren Bemühungen um die Windeck wird die Gemeinde unermüdlich und einsatzfreudig vom Verein Heimatmuseum Burg Windeck e.V. unterstützt. Die Pflege des noch immer beachtlichen Grundstücks wird von freiwilligen Helfern besorgt.